# Вељеглава
Вељеглава (алб. Velegllavë или Velegllava; до 1975. године Веља Глава) је насеље у општини Косовска Каменица, Косово и Метохија, Република Србија.

## Географија
Насеље је подјељено на Горњу и Доњу Вељеглаву.

## Становништво
| Демографија | Демографија | Демографија |
| Година      | Становника  | Становника  |
| ----------- | ----------- | ----------- |

## Национални састав

### Попис1981.
| Попис 1981.‍ | Попис 1981.‍ | Попис 1981.‍ | Попис 1981.‍ | Попис 1981.‍ |
| ----------- | ----------- | ----------- | ----------- | ----------- |
|             |             |             |             |             |
| Албанци     | Албанци     |             | 451         | 100%        |
| укупно: 451 |             |             |             |             |

### Попис1971.
| Попис 1971.‍ | Попис 1971.‍ | Попис 1971.‍ | Попис 1971.‍ | Попис 1971.‍ |
| ----------- | ----------- | ----------- | ----------- | ----------- |
|             |             |             |             |             |
| Албанци     | Албанци     |             | 663         | 100%        |
| укупно: 663 |             |             |             |             |

### Попис1961.
| Попис 1961.‍ | Попис 1961.‍ | Попис 1961.‍ | Попис 1961.‍ | Попис 1961.‍ |
| ----------- | ----------- | ----------- | ----------- | ----------- |
|             |             |             |             |             |
| Албанци     | Албанци     |             | 650         | 98,78%      |
| Југословени | Југословени |             | 7           | 1,06%       |
| Срби        | Срби        |             | 1           | 0,15%       |
| укупно: 658 |             |             |             |             |